# Vire (fleuve)
Pour les articles homonymes, voir Vire (homonymie).
La Vire est un fleuve côtier de Normandie, dont le cours, long de 128,4 km, traverse les départements du Calvados et de la Manche, baignant successivement les villes de Vire, Saint-Lô et Isigny-sur-Mer, pour finir par se jeter dans la Manche, à la limite des deux départements, plus précisément dans la baie des Veys, ensablée par ses alluvions.

## Géographie
La Vire prend sa source au point de rencontre des trois départements bas-normands (la Manche, le Calvados et l'Orne) sur le territoire de la commune de Chaulieu à la Butte-Brimbal, au sud-est de Vire, au nord du bois Saint-Christophe à l'altitude de 308 mètres. Son cours est orienté vers le nord-nord-ouest jusqu'à sa confluence avec la Souleuvre à Campeaux, puis vers l'ouest jusqu'à Pont-Farcy (site des « gorges de la Vire »), enfin vers le nord à travers les grès et les schistes d'un synclinal. Du confluent de la Souleuvre jusqu'à Saint-Lô, le fleuve coule dans une vallée sinueuse et encaissée, marquée par deux ruptures de pente importantes. Sur cette partie du cours, entre Troisgots et Condé-sur-Vire, se trouve le site spectaculaire des roches de Ham : un large méandre de la Vire est dominé par une falaise de schiste dont les abrupts dépassent 80 mètres. Au nord de la préfecture de la Manche, la vallée s'élargit dans les marais d'Isigny et la baie des Veys.
Le cours final de la Vire a été canalisé et constitue le port d'Isigny-sur-Mer qui marque la confluence du fleuve avec son principal affluent, l'Aure, moins de trois kilomètres avant l'estuaire.

### Départements et communes traversés
- Calvados : Vire Normandie, Souleuvre en Bocage, Pont-Bellanger, Sainte-Marie-Outre-l'Eau, Isigny-sur-Mer, Osmanville
- Manche : Chaulieu, Fourneaux, Tessy-Bocage, Domjean, Torigny-les-Villes, Condé-sur-Vire, Sainte-Suzanne-sur-Vire, Bourgvallées, Baudre, Canisy, Saint-Lô, Agneaux, Saint-Georges-Montcocq, Thèreval, Rampan, Pont-Hébert, La Meauffe, Cavigny, Airel, Saint-Fromond, Carentan-les-Marais

### Toponymes
La Vire a donné son hydronyme aux cinq communes suivantes de Vire, Tessy-sur-Vire, Condé-sur-Vire, Sainte-Suzanne-sur-Vire, La Mancellière-sur-Vire. Elle donne également son nom, avec son affluent l'Elle à la marque de produit laitier Elle & Vire.

### Bassin versant
Le bassin de la Vire est partagé entre les départements du Calvados et de la Manche, collectant les eaux d'une partie du Bocage virois, du Cotentin et du Bessin. Il est situé entre les bassins de la Seulles à l'est, de l'Orne au sud-est, de la Loire (par son sous-affluent le plus septentrional, l'Égrenne) et de la Sée au sud, de la Sienne au sud-ouest et de la Douve au nord-ouest.

### Organisme gestionnaire
L'organisme gestionnaire est le Syndicat de la Vire et un SAGE est en cours d'élaboration.

## Affluents
La Vire reçoit les eaux de son principal affluent (82 km), l'Aure (rd), à quelques kilomètres de son embouchure, à Isigny-sur-Mer. Grossie de l'importante Drôme, l'Aure est avec l'Elle (rd), 32 km, reçue en rive droite un peu plus en amont à Neuilly-la-Forêt, l'un des deux seuls affluents dépassant les 20 km.
Les autres affluents importants sont, de l'amont vers l'aval, la Virène (rg), 13 km à Saint-Germain-de-Tallevende, l'Allière (rd), 18 km à Vire, la Brévogne (rg),17 km à La Graverie, la Souleuvre (rd), 18 km à Campeaux, la Drôme (rg), 17 km, homonyme de l'affluent de l'Aure, à Pont-Farcy, la Jacre (rd) 13 km à Fervaches et la Joigne (rg), 13 km) à Saint-Lô.

## Hydrologie
Son régime hydrologique est dit pluvial océanique.

### La Vire à Saint-Lô
Comme l'Orne, la Vire est caractérisée par un régime pluvial océanique marqué par des étiages estivaux très prononcés (2,64 m3/s en août à Saint-Lô pour une moyenne annuelle de 12,7 m3/s).
Le débit du fleuve est plus soutenu à l'embouchure, après l'apport de ses principaux tributaires (l'Elle et l'Aure). 

### Crues
Ce fleuve tranquille n'est pourtant pas à l'abri d'excès dont certains conduisent à des inondations catastrophiques. Ainsi le débit de la rivière s'est élevé à 256 m3/s le 15 février 1990 à 12h23 à la station hydrographique de Saint-Lô. En 1843, des nombreux orages entrainèrent un débordement de la Vire dans Saint-Lô provoquant d'importants dégâts dans les bas quartiers. 

### Lame d'eau et débit spécifique
La lame d'eau écoulée dans son bassin versant annuellement présente une valeur assez élevée supérieure à la moyenne des fleuves de plaine. Elle est de 464 millimètres par an.

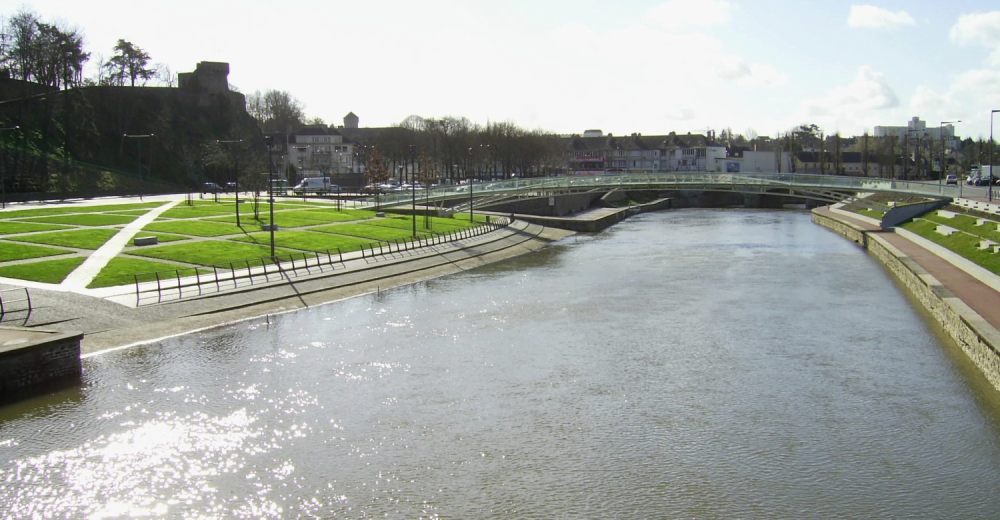
La Vire à Saint-Lô.

## Histoire

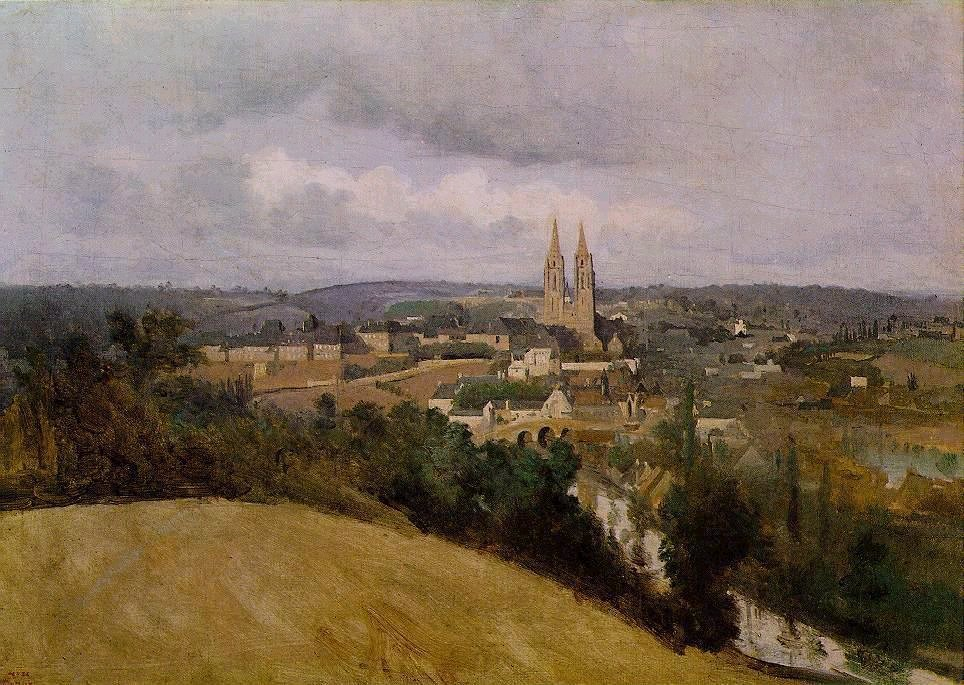
Camille Corot - La Vire à Saint-Lô (vers 1833) - Musée du Louvre

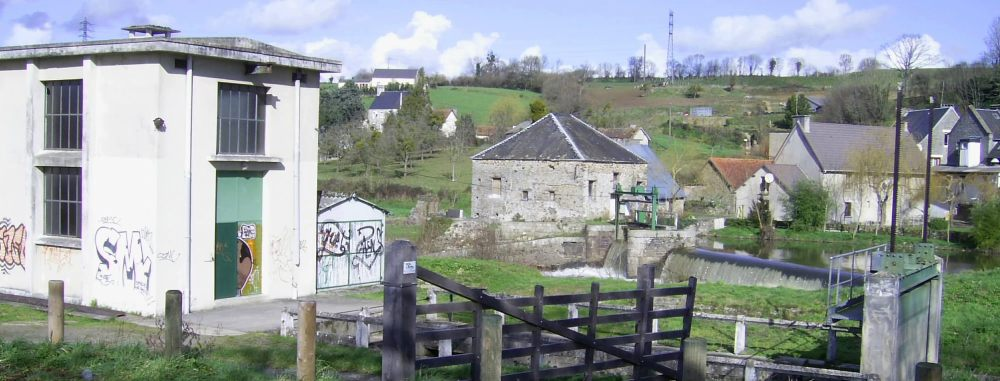
Barrage de Candol

Comme beaucoup de cours d'eau de faible importance, la Vire a longtemps été navigable et constituait une voie de communication indispensable aux populations riveraines pour l'acheminement et la commercialisation de leurs productions. Si une navigation fluviale est attestée dès le Moyen Âge, peu de choses nous sont connues. En revanche, dès le XVIIe siècle, on sait que de nombreuses embarcations sillonnaient le fleuve, de Pont-Farcy à la mer (soit 69 kilomètres), acheminant vers l'aval cidre, beurre, bois, destinés à être vendus dans toute la partie nord du Royaume et remontant la tangue (sable vaseux utilisé comme engrais) de la baie des Veys vers l'intérieur des terres.

Carte postale du bord de Vire dans les années 1890

L'apogée de la navigation sur la Vire fut atteint entre 1835 (classement du fleuve dans la nomenclature des voies navigables) et 1926 (rayé de cette même nomenclature). Durant cette période de près d'un siècle, chalands, barges, gabarres, halés par chevaux et hommes, transportaient produits agricoles et matières premières (brique, pierre, tuile, charbon anglais...et toujours la tangue). De nombreuses améliorations furent apportées pour faciliter la remontée ou la descente du fleuve : entretien d'un chemin de halage courant sur la totalité du cours, construction de 18 dérivations éclusières compensant les ruptures de pente, creusement du Canal de Vire et Taute (de la Vire à la Taute serait une terminologie plus juste) assurant la liaison entre Saint-Fromond et Carentan. Ce canal fut creusé et aménagé entre 1835 et 1839 (il comportait 3 écluses et 7 ports) et servait à faciliter l'acheminement de la tangue à partir de Carentan. Les années précédant la Première Guerre mondiale virent l'apogée de son trafic (entre 12 000 et 15 000 tonnes par an), puis la voie navigable, tout comme la Vire, périclita sous la double concurrence de la voie ferrée et de la route, fut abandonnée en 1938 avant d'être rayée de la nomenclature des voies navigables en 1957. Ces deux voies d'eau souffraient de leur gabarit étroit (23,10 m sur 4,20 m, 1,30 m de mouillage pour la Vire, 20,40 m sur 4,20 m, 1,10 m de mouillage pour le canal de Vire à Taute), très éloigné du gabarit Freycinet.
La Vire fut également jalonnée de moulins (22 au total qui, aujourd'hui, ont cessé toute activité) destinés à moudre les grains, tandis que certaines portes éclusières virent l'installation de minicentrales hydroélectriques. L'une de ces dernières est encore en fonctionnement, lorsque le niveau et le débit de la Vire le permettent, à Candol (au sud-ouest de Saint-Lô).
Aujourd'hui, la vallée de la Vire est aménagée pour les randonneurs amateurs de paysages authentiques et son cours offre de jolies descentes aux adeptes de canoë-kayak.

## Aménagements et écologie

### Environnement

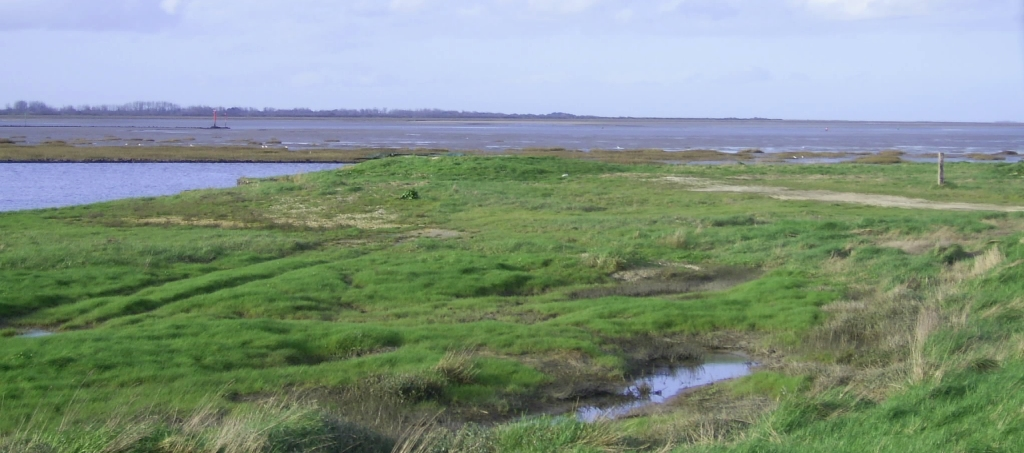
La baie des Veys

La Vire se jette dans la baie des Veys, site naturel remarquable à la fois partie intégrante du parc naturel régional des Marais du Cotentin et du Bessin et protégé dans le cadre des acquisitions du conservatoire du littoral.

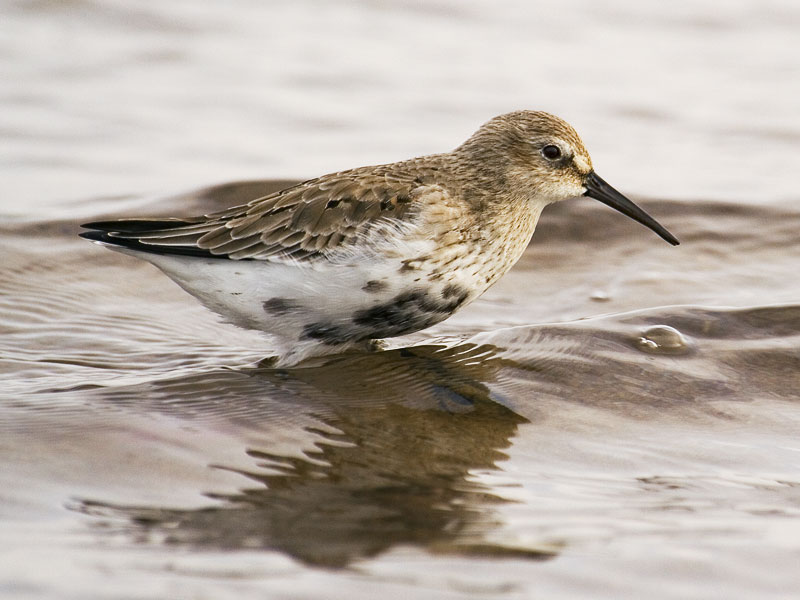
Bécasseau variable.

Cet espace présente une multitude de milieux naturels qui en font toute la richesse : cordons dunaires, marais littoraux, prairies humides, herbus, polders, slikke, vastes plages. Cette variété en fait une zone d'accueil privilégiée pour les oiseaux migrateurs, tout particulièrement les canards ou petits échassiers au nombre desquels se retrouvent le grèbe castagneux, le canard colvert, la foulque macroule, le vanneau huppé. Certaines espèces font l'objet d'une attention particulière en raison de leur rareté ou de leur rôle dans les écosystèmes nationaux ou internationataux : canard souchet, canard pilet, bécasseau variable, sarcelle d'hiver, barge rousse, pluvier grand-gravelot, sterne caugek ou encore canard siffleur. À côté de cette avifaune, la présence récente d'une petite troupe de phoques veau-marin s'inscrit dans le cadre d'un repeuplement des estuaires du nord de la France par cette espèce de mammifères marins.
La baie présente également un grand intérêt pour la flore comme l'a prouvé, en 1998, la découverte de quatre nouvelles espèces dans cette région de France; trois d'orchidées : l'Orchis à fleurs lâches, l'Orchis moucheron et l'Épipactis des marais, une de fougère : l'Ophioglossum vulgatum. À leurs côtés, plus modestement, poussent de multiples fleurs, plantes et arbustes : rumex des marais, mouron délicat, ruppia des marais, saxifrage à trois doigts, tamaris d'Angleterre et, parmi tant d'autres, plusieurs types de renoncules.